# Zygmunt Klepacki
Zygmunt Klepacki (ur. 20 września 1948 w Broku, zm. 1 marca 2020 w Ostrołęce) – wieloletni trener podnoszenia ciężarów i prezes UOLKA Ostrów Mazowiecka.
Trener, szkoleniowiec i wychowawca ciężarowców z Ostrowi Mazowieckiej. Podopieczni trenera UOLKA Ostrów Mazowiecka zdobywali medale rangi Mistrzostw Polski, Mistrzostw Europy, a także Mistrzostw Świata.
Przewodniczący Rady Miasta Ostrów Mazowiecka I kadencji oraz Radny Miasta III kadencji.
W czasach PRL opozycjonista i działacz NSZZ „Solidarność”.
Nagrodzony w 2018 nagrodą Ministra Sportu i Turystyki.
Pochowany w Ostrowi Mazowieckiej.
11 września 2021 w Ostrowi Mazowieckiej został rozegrany  I Memoriał im. Zygmunta Klepackiego upamiętniający zasłużonego dla sportu ciężarowego wieloletniego trenera. Wyniki dostępne na stronie podnoszenieciezarow.pl.
18 czerwca 2022 w Ostrowi Mazowieckie został rozegrany II Memoriał im. Zygmunta Klepackiego.